# Vůz na seno
Vůz na seno (The Hay Wain) je obraz, jehož autorem je anglický malíř John Constable (11. června 1776, East Bergholt – 31. března 1837, Londýn). Tento obraz patří ke klíčovým dílům Johna Constabla. Constable maloval zprvu portréty a náboženské výjevy. Krajinomalbě se věnoval po své cestě do Itálie v roce 1819. Pro jeho zobrazení krajiny je příznačné živé vnímání přírody a důkladná příprava pomocí skic a studií. Usiluje o malířské zachycení vegetace i oblohy za různých klimatických podmínek. Spolu s Williamem Turnerem, Richardem Parkesem Boningtonem rozvíjí krajinomalbu.
Vůz na seno je jedním ze série šesti velkoplošných pláten, které Constable maloval pro každoroční letní výstavy Královské akademie. Stejně jako u všech obrazů v této sérii Constable nejprve vytvořil nejprve plnohodnotnou skicu. Ta je nyní ve Victoria and Albert Museum v Londýně. Constable původně vystavil dokončené dílo s názvem Krajina: poledne, což naznačuje, že chtěl touto sérií reprezentovat cykly přírody. Constable si motivy pro svá díla vybíral z kraje, který dobře znal, kraje na pomezí Suffolku a Essexu, ze Salisbury, okolí Hampsteadu. Z této oblasti je i výše zmiňovaný obraz. Dům, který Constable namaloval po levé straně obrazu, je nemovitost zvaná Willy Lott's Cottage, kterou měl v nájmu zemědělec jménem Willy Lott. Dům stále existuje, stojí u mlýna s názvem Flatford. Mlýn patřil Constablovu otci. Nachází se v centru Dedham Vale, v typicky anglické venkovské krajině. Nemovitost byla obnovena v roce 1920 poté, co nastalo oživení zájmu o Constabovy obrazy, a je ve vlastnictví National Trust. Přejmenování na Willy Lott's Cottage se použilo proto, že je to název, který Constable použil na svém obraze. Dům přežil prakticky nezměněn, jen stromy už neexistují. National Trust zde pořádá kurzy malování či dům používá jako ubytovací základnu pro účastníky ekologických výprav nebo školní exkurze. 
Uprostřed plátna tři koně táhnou vůz řekou Stour, která zde tvoří hranici mezi krajem Suffolk na levém břehu a krajinou Essexu na břehu pravém. Horní třetinu obrazu tvoří obloha. Pro zvýraznění nejsvětlejších tónů použil malíř techniky nanášení běloby špachtlí. Na techniku nahrazování nanášených barev barevnými skvrnami, hustě kladenými vedle sebe, dokud se nespojí ve výsledný tón, navázali impresionisté. Když byly v roce 1824 vystaveny v pařížském Salónu tři Constablovy obrazy a mezi nimi i Vůz na seno, způsobily senzaci. Constable zde získal zlatou medaili a E. Delacroix ještě před otevřením výstavy přemaloval popředí na svém obraze Vraždění na Chiu. Constable se stal jedním z nejvýznamnějších anglických krajinářů, a zakladatelem moderní realistické malby krajiny 19. století.